# Комишевка
Коми́шевка (рос. Камышевка) — село у складі Шатровського району Курганської області, Росія. Адміністративний центр Комишевської сільської ради.
Населення — 542 особи (2010, 733 у 2002).
Національний склад станом на 2002 рік: росіяни — 97 %.